# 15 Aquilae
15 Aquilae (15 Aql / h Aquilae) es una estrella en la constelación del Águila de magnitud aparente +5,41.
No tiene nombre propio habitual pero, en la astronomía china, junto a λ Aquilae, 14 Aquilae y otras estrellas de la constelación de Scutum, eran Tseen Peen, «el Casco Celestial».
De acuerdo a la nueva reducción de los datos de paralaje del satélite Hipparcos, se encuentra a 289 años luz del sistema solar.
15 Aquilae es una gigante naranja de tipo espectral K1III con una temperatura efectiva entre 4560 y 4571 K.
Este tipo de estrellas es muy frecuente en el cielo nocturno: Tarazed (γ Aquilae), ε Aquilae o 12 Aquilae son ejemplos de gigantes naranjas en esta misma constelación.
El radio de 15 Aquilae es 14 veces más grande que el del Sol y gira sobre sí misma con una velocidad de rotación proyectada —límite inferior de la misma— de 25 km/s.
Brilla con una luminosidad 83 veces mayor que la luminosidad solar.
Presenta una metalicidad —abundancia relativa de elementos más pesados que el helio— inferior a la del Sol en un 44% ([Fe/H] = -0,25).
Como el Sol, es una estrella del disco fino y tiene una edad aproximada de 4090 ± 2070 millones de años.
15 Aquilae forma una doble óptica con HD 177442, siendo la separación visual entre ellas de 38,5 segundos de arco.
No existe relación física entre ambas estrellas, ya que HD 177442 se encuentra a 553 años luz de nosotros, mucho más alejada que 15 Aquilae.